# I. e. 730-as évek
Évszázadok: i. e. 9. század – i. e. 8. század – i. e. 7. század
Évtizedek: i. e. 780-as évek – i. e. 770-es évek – i. e. 760-as évek – i. e. 750-es évek – i. e. 740-es évek – i. e. 730-as évek – i. e. 720-as évek – i. e. 710-es évek – i. e. 700-as évek – i. e. 690-es évek – i. e. 680-as évek
Évek: i. e. 739 – i. e. 738 – i. e. 737 – i. e. 736 – i. e. 735 – i. e. 734 – i. e. 733 – i. e. 732 – i. e. 731 – i. e. 730

## Események
- I. e. 739 - II. Hiram lett Tyre uralkodója
- I. e. 738 - III. Tukulti-apil-ésarra, Asszíria és az Újbabiloni Birodalom királya megtámadja Izraelt, s eléri, hogy fizessenek neki.
- I. e. 735 - A szicíliai Naxos alapításának hagyomány szerinti dátuma.
- I. e. 734 - Szicílián Korinthosz és Temea közösen megalapítja Siracusát
- I. e. 732 - Hoshea Izrael királya lett.

## Híres személyek
- III. Tukulti-apil-ésarra